# 핑야오현

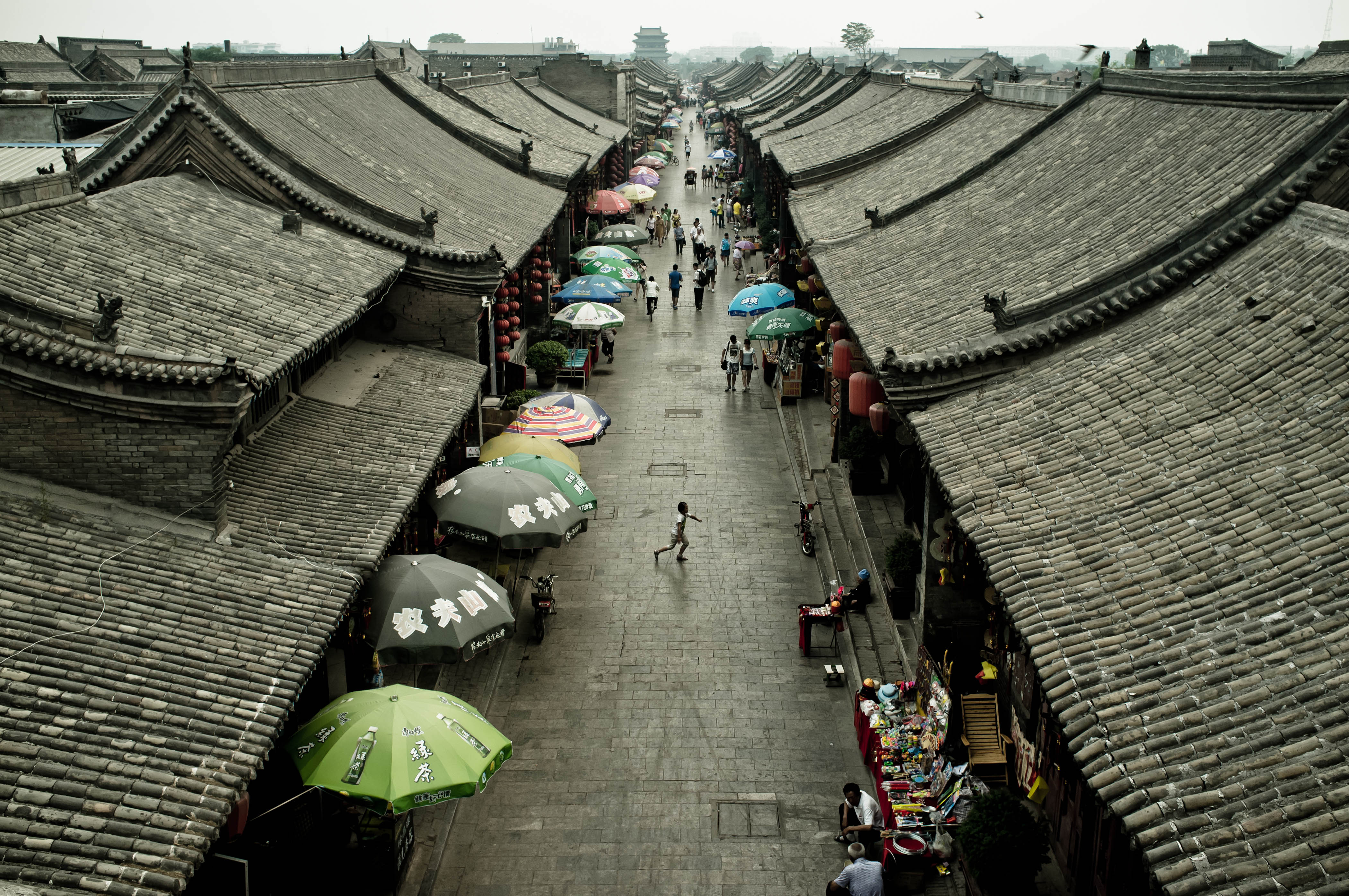

핑야오현(한국어: 평요현, 중국어: 平遥县, 병음: Píngyáo Xiàn)은 중화인민공화국 산시성 진중시의 행정구역이다. 넓이는 1260km2이고, 인구는 2007년 기준으로 490,000명이다. 북경에서 715km 떨어져 있고, 성도인 타이위안시에서 80km 떨어져 있다. 고대의 성벽이 잘 보전되어 있어서 핑야오 고성은 유네스코의 세계문화유산으로 지정되었다. 청나라 시기에는 중국 금융의 중심지였다. 그 당시 20개의 금융기관이 핑야오에 있었는데, 이것은 중국 금융기관 전체의 절반 정도였다.

## 역사
핑야오는 명청대의 전형적인 팔괘 양식의 도시 구조가 여전히 남아있다. 도시 안팎으로 300개가 넘는 고대 유적들이 있다. 명청대의 거주지는 4000개 정도 보존되어 있다. 도시와 창고는 역사적인 모습을 여전히 보존하고 있다. 핑야오는 춘추 시대에는 진(晉)나라에 속했고 전국 시대에는 조나라에 속했다. 진(秦)나라 때에는 평도(平陶)로 불렸다. 한나라 때에는 중릉(中陵) 현으로 불렸다. 1986년에 중화인민공화국은 핑야오를 중국의 역사문화도시로 지정했다. 1997년에 핑야오는 세계문화유산이 되었다.

## 지리와 경제
핑야오는 펀허의 동쪽 기슭에 위치해있고 타이위안 분지의 남서쪽 가장자리에 위치해있다. 핑야오는 다른 중국의 역사문화도시인 치현과 인접해 있다. 핑야오의 경제는 주로 농업에 의존하고 소고기로 유명하다. 다른 지역 상품으로 곡물, 면화, 칠기가 있다.

## 기후
| Pingyao (1981−2010)의 기후                     | Pingyao (1981−2010)의 기후 | Pingyao (1981−2010)의 기후 | Pingyao (1981−2010)의 기후 | Pingyao (1981−2010)의 기후 | Pingyao (1981−2010)의 기후 | Pingyao (1981−2010)의 기후 | Pingyao (1981−2010)의 기후 | Pingyao (1981−2010)의 기후 | Pingyao (1981−2010)의 기후 | Pingyao (1981−2010)의 기후 | Pingyao (1981−2010)의 기후 | Pingyao (1981−2010)의 기후 | Pingyao (1981−2010)의 기후 |
| 월                                             | 1월                        | 2월                        | 3월                        | 4월                        | 5월                        | 6월                        | 7월                        | 8월                        | 9월                        | 10월                       | 11월                       | 12월                       | 연간                       |
| ---------------------------------------------- | -------------------------- | -------------------------- | -------------------------- | -------------------------- | -------------------------- | -------------------------- | -------------------------- | -------------------------- | -------------------------- | -------------------------- | -------------------------- | -------------------------- | -------------------------- |
| 역대 최고 기온 °C (°F)                         | 13.6 (56.5)                | 22.2 (72.0)                | 29.3 (84.7)                | 37.3 (99.1)                | 38.0 (100.4)               | 41.1 (106.0)               | 39.6 (103.3)               | 37.7 (99.9)                | 37.5 (99.5)                | 30.3 (86.5)                | 24.3 (75.7)                | 17.5 (63.5)                | 41.1 (106.0)               |
| 일평균 최고 기온 °C (°F)                       | 2.5 (36.5)                 | 6.5 (43.7)                 | 12.8 (55.0)                | 20.8 (69.4)                | 26.3 (79.3)                | 30.0 (86.0)                | 30.9 (87.6)                | 28.9 (84.0)                | 24.4 (75.9)                | 18.4 (65.1)                | 10.4 (50.7)                | 3.7 (38.7)                 | 18.0 (64.3)                |
| 일일 평균 기온 °C (°F)                         | −4.9 (23.2)                | −1.2 (29.8)                | 5.2 (41.4)                 | 13.0 (55.4)                | 18.7 (65.7)                | 22.8 (73.0)                | 24.6 (76.3)                | 22.6 (72.7)                | 17.4 (63.3)                | 10.8 (51.4)                | 3.0 (37.4)                 | −3.0 (26.6)                | 10.8 (51.4)                |
| 일평균 최저 기온 °C (°F)                       | −10.7 (12.7)               | −7.1 (19.2)                | −1.3 (29.7)                | 5.2 (41.4)                 | 10.7 (51.3)                | 15.5 (59.9)                | 18.8 (65.8)                | 17.2 (63.0)                | 11.5 (52.7)                | 4.7 (40.5)                 | −2.5 (27.5)                | −8.1 (17.4)                | 4.5 (40.1)                 |
| 역대 최저 기온 °C (°F)                         | −22.4 (−8.3)               | −24.1 (−11.4)              | −13.2 (8.2)                | −8.5 (16.7)                | −1.9 (28.6)                | 5.3 (41.5)                 | 11.3 (52.3)                | 8.3 (46.9)                 | −0.7 (30.7)                | −8.0 (17.6)                | −21.9 (−7.4)               | −22.1 (−7.8)               | −24.1 (−11.4)              |
| 평균 강수량 mm (인치)                          | 2.1 (0.08)                 | 3.8 (0.15)                 | 10.8 (0.43)                | 21.1 (0.83)                | 36.5 (1.44)                | 42.1 (1.66)                | 85.8 (3.38)                | 89.0 (3.50)                | 62.4 (2.46)                | 31.1 (1.22)                | 11.0 (0.43)                | 2.6 (0.10)                 | 398.3 (15.68)              |
| 평균 상대 습도 (%)                             | 52                         | 50                         | 50                         | 48                         | 52                         | 58                         | 68                         | 73                         | 73                         | 68                         | 61                         | 55                         | 59                         |
| 출처: China Meteorological Data Service Center |                            |                            |                            |                            |                            |                            |                            |                            |                            |                            |                            |                            |                            |

## 행정 구역
5개 진, 9개 향을 관할한다.
- 진: 古陶镇, 段村镇, 东泉镇, 洪善镇, 宁固镇.
- 향: 南政乡, 中都乡, 岳壁乡, 卜宜乡, 孟山乡, 朱坑乡, 襄垣乡, 杜家庄乡, 香乐乡.